# Liste der Personendenkmäler in Bonn
Diese Liste verweist auf freistehende Denkmäler einzelner Personen in Bonn, hierzu werden auch Grabmäler gezählt. Die Liste ist alphabetisch nach den Nachnamen der gewürdigten Personen sortiert, bei Fürsten und Personen der Römerzeit nach Vornamen.

## Liste
| Person | Bild           | Standort                                                                                             | Art                               | Künstler | Errichtung / Einweihung | Weitere Informationen |
| --- | -------------- | --- | --------------------------------- | --- | ----------------------- | --- |
| Konrad Adenauer (1876–1967, Bundeskanzler) | weitere Bilder | Bundeskanzlerplatz (Gronau)                                                                          | Bronze-Kopf                       | Hubertus von Pilgrim (* 1931)                                                                                       | 1982                    | Unter dem rechten Ohr der Kölner Dom, unter dem linken die Kathedrale von Reims – Symbol der deutsch-französischen Freundschaft. Die Zahlen 21 und 33 unter dem Preußenadler erinnern an die Zeit, als Adenauer Präsident des preußischen Staatsrates war. |
| Friedrich Wilhelm August Argelander (1799–1875, Astronom) |                | Alter Friedhof                                                                                       | Marmorbüste                       | Robert Cauer (1831–1893)                                                                                            | 1876                    | |
| Ernst Moritz Arndt (1769–1860, Schriftsteller und Geschichtswissenschaftler) | weitere Bilder | Alter Zoll, über dem Brassertufer                                                                    | Statue                            | Bernhard Afinger (1813–1882)                                                                                        | 1865                    | |
| Ludwig van Beethoven (1770–1827, Komponist) | weitere Bilder | Münsterplatz, vor dem Postamt                                                                        | Statue mit Sockel                 | Ernst Hähnel (1811–1891)                                                                                            | 1845                    | Siehe Beethoven-Denkmal (Bonner Münsterplatz) |
| | weitere Bilder | Rheinaue                                                                                             | Sitzplastik aus Granit            | Friedrich Diederich nach einem Entwurf von Peter Breuer (1856–1930)                                                 | 1938                    | Siehe Beethoven-Denkmal (Bonner Rheinaue) |
| | weitere Bilder | vor der Beethovenhalle                                                                               | Beton-Konstruktion                | Klaus Kammerichs (* 1933 Iserlohn), Fotograf und Bildhauer                                                          | 1986                    | Trägt den Titel Beethon, Stielers Gemälde von 1819 nachgebildet. |
| | weitere Bilder | Garten des Beethoven-Hauses                                                                          | Bronze-Büste                      | Naoum Aronson (* 1872 Kreslawka, Lettland, † 1943 New York), Rodin-Schüler                                          | 1905                    | |
| | weitere Bilder | Garten des Beethoven-Hauses                                                                          | Bronze-Büste                      | Cantemir Rișcuția (* 1923 Cetatea Albă, Ukraine, † 2003 Bukarest, Rumänien), rumänischer Anthropologe und Bildhauer |                         | |
| Hermann Brassert (1820–1901, Berghauptmann) | weitere Bilder | an der Konviktstraße, unterhalb des Alten Zolls                                                      | Bronze-Relief                     | |                         | |
| Cassius und Florentius (um 300, Stadtpatrone) | weitere Bilder | Hinter dem Münster auf dem Martinsplatz                                                              | Granitköpfe                       | Iskender Yediler (* 1953), Schüler Ulrich Rückriems                                                                 | 2002                    | |
| Clodius (1. Jahrhundert) |                | Augustusring, Nähe Römerstraße, Bonn-Castell                                                         | Kopie eines römischen Grabmals    | |                         | Am ehemaligen Nordtor des Römerlagers. Original im Rheinischen Landesmuseum. „AN XLIIX“ bezeichnet die Lebenszeit (48), „STIP XXV“ die Dienstzeit (25) des Soldaten der Legio I (Germanica oder Minervia?). |
| Ludwig Erhard (1897–1977, Bundeskanzler) | weitere Bilder | Ludwig-Erhard-Platz (Rüngsdorf)                                                                      | Bronze-Kopf                       | Hubertus von Pilgrim (* 1931)                                                                                       | 1991/1992               | Der Brunnen befindet sich in einer Grünanlage vor der Bonner Niederlassung der KfW-Bankengruppe (früher Deutsche Ausgleichsbank). Er wurde von Hubertus von Pilgrim 1991/92 aus Bronze und Stein (Brunnenschale) geschaffen. Die mit den Jahren nachgedunkelten Bronzeelemente bestehen aus drei Medaillen und dem Bundesadler. Eine Medaille zeigt Ludwig Erhard, die zweite eine 1-Mark-Münze mit dem Prägedatum 1948, die Rückseite dieser Medaille trägt die Signatur HvPilgrim und die Jahreszahl 1991/92. Die dritte zeigt ein Epigramm: „Ludwig Erhard \| zum Gedächtnis \| der die soziale \| Marktwirtschaft \| zum Erfolg führ- \| te mit Weitsicht \| Beharrlichkeit \| und grossem Mut“. |
| Christian Gottfried Daniel Nees von Esenbeck (1776–1858, Mediziner, Arzt, Botaniker, Embryologe, Naturforscher, Mesmerist und Naturphilosoph sowie Schriftsteller, Politiker und Abgeordneter) | weitere Bilder | Botanischer Garten                                                                                   | Bronze-Büste                      | Bernd Göbel | 2018                    | Geschenk der Leopoldina anläßlich der 200-Jahr-Feier der Universität Bonn |
| Michel Foucault (1926–1984, Philosoph) |                | Eingangsbereich der BKH                                                                              | Stein                             | Tom Fecht |                         | |
| Heinrich Heine (1797–1856, Lyriker) | weitere Bilder | Alter Zoll                                                                                           | Gedenkstein aus Marmor und Granit | Ulrich Rückriem | 1982                    | |
| Julius Caesar (100–44 v. Chr., römischer Staatsmann) |                | Schwarzrheindorf (Nähe Arnoldstraße, Höhe Doppelkirche) / urspr. (1898?) an der Rheinbrücke in Beuel | Denkmal                           | Gotthold Riegelmann                                                                                                 | 19. Jahrhundert         | Auf der Rückseite des Sitzes die Inschrift: C(AIUS) IUL(IUS) CAESAR FLUMINI PONTEM PRIMUS IMPOSUIT A(NNO) A(NTE) CHR(ISTUM) N(ATUM) LV; Gaius Julius Caesar hat als erster über [diesen] Strom eine Brücke gebaut, im Jahre 55 v. Chr. |
| Julius Paternus |                | Südecke Kölnstraße/Heerstraße                                                                        | Kopie eines römischen Grabmals    | |                         | D(is) M(anibus). Iul(io) Paterno mil(iti) leg(ionis) XXII Pr(imigeniae) P(iae) F(idelis), stip(endiorum) XXIII, Opponius Iustus archit(ectus) amico a se fecit. – [Übersetzung:] Den Totengöttern. Dem Julius Paternus, Soldat der Legio XXII Primigenia Pia Fidelis, 23 Dienstjahre, hat Opponius Justus, Baumeister, als seinem Freund (das Grabmal) von sich aus errichtet. |
| Friedrich August Kekulé von Stradonitz (1829–1896, Chemiker) | weitere Bilder | Vor der Alten Chemie, dem heutigen Geographischen Institut, an der Meckenheimer Allee in Poppelsdorf | Denkmal                           | Hans Everding (1876–1914)                                                                                           | 1903                    | |
| John F. Kennedy (1917–1963, US-Präsident) | weitere Bilder | Ecke Godesberger Allee / Kennedyallee (Plittersdorf)                                                 | Steinmal                          | Marlene Dammin-Darius (* 1941), Herm-Jörg Barner (* 1956)                                                           | 1989                    | Einziges Politiker-Standbild in Bonn, das nach dem Zweiten Weltkrieg als bleibendes Kunstwerk im öffentlichen Raum geschaffen wurde |
| Gottfried Kinkel (1815–1882, Schriftsteller und Revolutionär) | weitere Bilder | An der Königswinterer Straße gegenüber dem Lippeschen Palais in Oberkassel, nahe der Kirche          | Säulen-Büste                      | Gustav Rutz (1857–1949)                                                                                             | 1906                    | Inschrift: „Dem rheinischen Dichter / Gottfried Kinkel / das deutsche Volk“. Das Medaillon unter dem Kapitell zeigt Kinkels Frau Johanna (1810–1858). Eingetragenes Baudenkmal. |
| Peter Joseph Lenné (1789–1866, Landschaftsarchitekt und Stadtplaner) | weitere Bilder | Brassertufer, Zentrum                                                                                | Marmorbüste                       | | 1989                    | Geschenk des Berliner Senats zur 2000-Jahr-Feier, Nachbildung einer Büste (1847) von Christian Daniel Rauch (1777–1857) |
| | weitere Bilder | Botanischer Garten                                                                                   | Marmorbüste                       | | 1995                    | Geschenk des Potsdam-Clubs, gleiches Original wie am Brassertufer |
| Maximilian Friedrich (1708–1784, Kurfürst) | weitere Bilder | Marktplatz                                                                                           | Obelisk                           | | 1777                    | |
| August Macke (1887–1914, deutscher Maler des Expressionismus) | weitere Bilder | Hofgarten                                                                                            | Bronze-Skulptur                   | Stephan Balkenhol                                                                                                   | 02. September 2018      | |
| Christian Friedrich Nasse (1778–1851, Psychiater) |                | Alter Friedhof                                                                                       | Marmorbüste                       | Bernhard Afinger (1813–1882)                                                                                        | 1856                    | Der Ökonom Erwin Nasse, 1829–1890, liegt auf dem Poppelsdorfer Friedhof. |
| Barthold Georg Niebuhr (1776–1831, Althistoriker) | weitere Bilder | Alter Friedhof                                                                                       | Relief des Ehepaars               | Christian Daniel Rauch (1777–1857)                                                                                  |                         | Die Ädikula, die das Relief enthält, stammt von Karl Friedrich Schinkel (1781–1841) |
| Johann Jacob Noeggerath (1788–1877, Mineraloge) | weitere Bilder | Alter Friedhof                                                                                       | Sitzplastik                       | Albert Hermann Küppers (1842–1929)                                                                                  | 1881                    | |
| Petilius (um 40, Legionär) |                | Rheinaue                                                                                             | Kopie eines römischen Grabmals    | |                         | Original im Rheinischen Landesmuseum |
| Pintaius (Feldzeichen-Träger) |                | Römerstraße, Nähe Ecke Rosental, Bonn-Castell                                                        | Kopie eines römischen Grabmals    | |                         | Nahe dem ehemaligen Südtor des römischen Lagers Castra Bonnensia. „ANNO XXX“ bezeichnet die Lebenszeit des Feldzeichen-Trägers (signifer, Feldzeichen in der Rechten, typisch das Wolfsfell), „STIP VI“ (oder STIP VII) die Dienstzeit. Zur Inschrift siehe roemer.htm hier. |
| Julius Plücker (1801–1868, Mathematiker und Physiker) |                | Alter Friedhof                                                                                       | Marmorbüste                       | Albert Küppers (1842–1929)                                                                                          | 1869                    | |
| Pudens und Auctus |                | Johanneskreuz, Nähe Rosental, Bonn-Castell                                                           | Kopie eines römischen Grabmals    | |                         | An der Südseite des ehemaligen Römerlagers. Die Inschrift lautet: Pudens Volumni C(enturionis) libert(us) H(ic) S(itus) E(st) et Auctus lib(ertus) – Pudens, Freigelassener des Centurionen Volumnus, ist hier beigesetzt und der Freigelassene Auctus. |
| P. Romanius Modestus |                | Nordecke Kölnstraße / Heerstraße                                                                     | Kopie eines römischen Grabmals    | |                         | P(ublius) Romanius P(ubli) l(ibertus) Modestus annorum XVI h(ic) s(itus) e(st) - [Übersetzung:] Publius Romanius Modestus, Freigelassener des Publius, 16 Jahre, ist hier begraben. |
| August Wilhelm Schlegel (1767–1845, Literaturwissenschaftler und Übersetzer) |                | Alter Friedhof                                                                                       | Grabmal                           | Bronze-Medaillon von Johann Friedrich Drake                                                                         |                         | |
| Ferdinand August Schmidt (1852–1929, Sportmediziner und -organisator) | weitere Bilder | Dottendorf, F.-A.-Schmidt-Sportplatz                                                                 | Bronzerelief                      | Albert Küppers (1842–1929)                                                                                          | 1907                    | Das Denkmal hat bis 1975 im alten Poststadion am Lievelingsweg gestanden. |
| Robert Schumann (1810–1856, Komponist) | weitere Bilder | Vor dem Schumannhaus in Endenich                                                                     | Bronze-Kopf                       | Alfred Hrdlicka (1928–2009)                                                                                         |                         | |
| | weitere Bilder | Alter Friedhof                                                                                       | Grabmal                           | Adolf von Donndorf (1835–1916)                                                                                      | 1880                    | Siehe Schumann-Grab |
| Karl Simrock (1802–1876, Literaturwissenschaftler) | weitere Bilder | Alter Friedhof                                                                                       | Tondo                             | Robert Cauer (1831–1893)                                                                                            |                         | |
| |                | Hofgarten                                                                                            | Denkmal                           | Albert Küppers (1842–1929)                                                                                          | 1903                    | nur bis 1940 |
| Bertha von Suttner (1843–1914, Pazifistin und Friedensnobelpreisträgerin) | weitere Bilder | Bertha-von-Suttner-Platz, Gehweg Ecke Sandkaule                                                      | Edelstahl-Stele                   | Sirpa Masalin (* 1971 Lahti/Finnland)                                                                               | 21. September 2013      | Eine Initiative des Frauennetzwerk für Frieden e. V. Bonn zur Erinnerung an Bertha von Suttner. Der Verein finanzierte die Skulptur durch Spendensammlungen und übergab sie am 21. September 2013 feierlich der Stadt Bonn. |
| Vellaunus (Kavallerist) |                | Johanneskreuz, zwischen Rosental und Kölnstraße, Bonn-Castell                                        | Kopie eines römischen Grabmals    | |                         | An der Südseite des ehemaligen Römerlagers; Inschrift vgl. Bildbeschreibung |
| Vinzenz von Paul (1581–1660, Wohltäter, Heiliger) |                | Remigiuskirche                                                                                       | Marmor-Statue                     | Gottfried Welter | 1890er                  | |
| Wilhelm I. (1797–1888, Deutscher Kaiser, König von Preußen) | weitere Bilder | Kaiserplatz, vor der Universität                                                                     | Denkmal                           | Harro Magnussen (1861–1908)                                                                                         | 1906                    | Nach Kriegszerstörung 1945 abgebaut, das Standbild auf dem Bauhof magaziniert. 1988/89 Restaurierung der Kaiserstatue und 1989 Aufstellung auf einem neuen Unterbau im Biergarten des „Günnewig Hotel Residence“ am Kaiserplatz. |
| | weitere Bilder | Kaiser-Wilhelm-Denkmal, Venusberg, An der Casselsruh                                                 | Denkmal mit Reliefmedaillon       | Johann Degen (Kölner Bildhauer)                                                                                     | 22. März 1897           | |
| Justus Wilhelm Lyra (1822–1882, deutscher Komponist und späterer lutherischer Pastor) | weitere Bilder | Schänzchen                                                                                           | Bronze-Kopf                       | |                         | Die Büste wurde 1954, nach fünfzig Jahren, stark beschädigt entfernt und 1995 durch eine neue ersetzt. |
| Adelheid von Vilich (ca. 970–1015, Äbtissin der Abtei Vilich bei Bonn) | weitere Bilder | St. Peter                                                                                            | Anröchter Grünstein               | Elisabeth Perger (Bildhauerin)                                                                                      | August 2015             | Die Statue, aus Anröchter Grünstein, wurde von der Bildhauerin Elisabeth Perger geschaffen und im August 2015 eingeweiht. Sie ist circa 2 Tonnen schwer und circa 1,40 Meter hoch. Sie zeigt die Äbtissin Adelheid, die als Zeichen ihrer Würde den Äbtissinnen-Stab hält. Seitlich davon befinden sich ein Saiteninstrument und ein mit Brotkorb, Krug und Fisch gedeckter Tisch. Auf der anderen Seite sieht man, halb unter dem mittelalterlichen Gewand verborgen, eine lesende Schülerin. |